# William Friedkin
William Friedkin (født 29. august 1935, død 7. august 2023) var en amerikansk filminstruktør.

## Biografi
Friedkin blev født i Chicago. Han så Citizen Kane som barn og var derefter fascineret af film. Han arbejde i tv-industrien og lavede dokumentarfilm, før han flyttede til Hollywood i 1965.
Han er bedst kendt for The French Connection, der vandt fem Oscars, og Eksorsisten, en af de største gyserfilm nogensinden.
Friedkin har været gift fire gange; to af hans hustruer var skuespillerne Lesley-Anne Down og Jeanne Moreau.

## Udvalgte film
- The Boys in the Band (1970)
- The French Connection (1971)
- The Exorcist (Eksorcisten, 1973)
- Sorcerer (1977; en remake af Henri-Georges Clouzots Frygtens pris)
- Cruising (1980)
- To Live and Die in L.A. (1985)
- Bug (2006)